# Сера да Мантикейра
Сера да Мантикейра (на португалски: Serra da Mantiqueira) е планински масив в югоизточната част на Бразилия, на северозапад от Рио де Жанейро, съставна част на Бразилското плато. Мантикейра на езика тупи означава „планина, която плаче“ поради големия брой извори и потоци, които се намират тук. Простира се на около 320 km от югозапад на североизток и представлява изпъкнала на югоизток дъга. На север се свързва друг висок планински масив – Сера до Еспинясо. Най-високите точки са върховете Педра да Мина (2798 m) и Агуляс Неграс (2791 m). Изграден е от кристалинни и метаморфни скали. На юг и югоизток със стръмни склонове се спуска към долината на река Параиба, а западните и северозападните му склонове са полегати и силно разчленени. Поради по-голямата височина, зимите в Сера да Мантикейра са с ниски температури, мъгла и скреж. Най-ниските темпертури са около 0 °C (32 °F), като по най-високите върхове може да паднат и до -10 °C (14 °F). Снегът е рядкост, но има такива случаи, като например през 1994 година. На юг и югоизток текат къси и бурни реки (Рио Прету, Помба и др.), леви притоци на Параиба, а на северозапад и запад – реките Рио Гранди, Рио Верди, Сапукаи, Можи Гуасу, Парасикаба и др. от басейна на река Парана. Склоновете му са покрити с влажни тропични гори. В югоизточното му подножие има няколко балнеоложки и туристически курорта.